# بوصير عنتابي
البوصير العنتابي (باللاتينية: Verbascum aintabicum) نوع نباتي يتبع جنس البوصير من الفصيلة الغدبية.

## الموئل والانتشار
موطنه بلاد الشام.